# Лаговский, Николай Михайлович
Николай Михайлович Лаго́вский (1863—1933) — русский советский учитель, сурдопедагог, публицист. Профессор (с 1925).

## Биография
Родился 25 декабря 1862 года (по новому стилю 6 января 1963 года) в селе Одоевское Костромской губернии. В 1884 году поступил на историко-филологический факультет Петербургского университета, однако из-за нехватки средств в том же году оставил учёбу и устроился практикантом-стажёром в Петербургское училище глухонемых. Спустя три года стажировки стал учителем-воспитателем глухих детей. С 1888 года — инспектор училища.
С 1907 года Лаговский работал в Александровском хуторе — системе училищ для глухих, где они приобретали сельскохозяйственные навыки, чтобы впоследствии иметь возможность трудиться в сельской местности; там он был руководителем учебной части. В 1912-м все учреждения Александровского хутора закрыли, и Лаговскому пришлось вернуться в столицу. В 1913—1918 гг. он работал в Мурзинской колонии, близ Петербурга.
После Октябрьской революции Лаговский активно сотрудничал с Советской властью, принимал деятельное участие в осуществлении её политики. Работал в Отделе социального обеспечения Петрограда (1918—1919), был руководителем учреждений для аномальных детей в городе, способствовал созданию в 1918 году Центрального института глухонемых — первого в России научного учреждения по изучению методов обучения глухих и подготовке кадров сурдопедагогов.
В 1919-м Лаговский был отозван в Москву. С 1919 по 1921 г. он заведовал Перервинским институтом глухонемых (ныне это Люблинская школа-интернат для глухих детей), одновременно работал в Наркомпросе. С 1921 по 1927 г. Николай Михайлович преподавал во Втором Московском институте глухих, а с 1925 года, в звании профессора, — на педагогическом факультете во Втором Московском государственном университете (с 1930 года, после реорганизации 2-го МГУ, — в Московском педагогическом институте).
Скончался 3 мая 1933 года в Москве.

## Научная деятельность
Первые книги Лаговского были изданы в 1900—1903 гг. Они были посвящены вопросам обучения и воспитания глухих и внесли значительный вклад в русскую сурдопедагогику. Помимо этого, Николай Михайлович написал нескольких справочников о положении глухих и их обучении. Также он автор первого труда по истории российской школы глухих, работ по истории сурдопедагогики в Западной Европе, теории и методике данной науки.
Лаговский разрабатывал вопросы обучения не только глухих детей, но и взрослых. По его мнению, основная задача сурдопедагогики — формирование устной речи.

## Память
Именем Лаговского названы школы для глухих в Киеве (Украина) и Вязниках (Россия, Владимирская область).

## Сочинения
- Обучение глухонемых устной речи. — СПб., 1903.
- Учебно-воспитательные и благотворительные учреждения для глухонемых в России. — СПб., 1903.
- Что сделало для глухонемых в России. — СПб., 1906.
- Санкт-Петербургское училище глухонемых (1810—1910). — СПб., 1910.
- Основы сурдопедагогики. — М., 1931.
- Обучение грамоте взрослых глухонемых. — М., 1933[2].